# Maille de Wigner-Seitz
Pour les articles homonymes, voir Seitz.

Construction d'une maille de Wigner-Seitz

La maille de Wigner-Seitz est une maille élémentaire (c.-à-d. le plus petit volume du réseau cristallin qui contient toute l'information). Elle a été nommée d'après les physiciens Eugene Wigner et Frederick Seitz.
Elle est construite comme la région de l'espace qui est la plus proche d'un nœud du réseau que de n'importe quel autre nœud. Il s'agit donc d'un diagramme de Voronoï.
La maille de Wigner-Seitz dans l'espace réciproque est la première zone de Brillouin.